# Dinastia saliana
A dinastia saliana foi uma dinastia na Baixa Idade Média de quatro reis germanos (1024 - 1125), também conhecida como a dinastia franca após a origem da família e o seu papel como duques da Francônia. Todos estes reis foram também coroados como imperadores romano-germânicos (1027-1125), cuja entidade, o termo 'dinastia sálica' refere-se também, como um termo separado.
Após a morte do último saxão da dinastia otoniana, em 1024, o primeiro eleito da coroa Rei da Germânia e, em seguida, três anos mais tarde, o eleita como sacro imperador romano-germânico ambos passaram para o primeiro monarca da dinastia saliana na pessoa de Conrado II, o único filho de Henrique de Speyer e de Adelaide da Alsácia, os dois territórios na Francônia. Ele foi eleito rei da Germânia em 1024 e coroado imperador em 26 de março de 1027.
Os quatro reis salianos da dinastia — Conrado II, Henrique III, Henrique IV e Henrique V — governaram o Sacro Império Romano-Germânico de 1027 a 1125, e estabeleceram firmemente a sua monarquia como uma grande potência europeia. A sua principal conquista foi o desenvolvimento de um sistema administrativo permanente baseado numa classe de funcionários públicos responsáveis perante a coroa.

## Origem
A dinastia ancestral foi fundada por Werner de Worms e seu filho duque Conrado, o Vermelho de Lorena, que morreu em 955. Conrado, o Vermelho foi casado com Liutgarda, filha do imperador Otão I, seu filho foi Otão I da Caríntia (governou de 978 a 1004).
Os filhos do duque Oto foram: Bruno, que tornou-se Papa Gregório V; Conrado; e Henrique, conde de Speyer. Henrique, foi o pai do primeiro imperador saliano Conrado II.
O Papa Leão IX tinha relações familiares com a dinastia, uma vez que seu avô Hugo III era irmão de Adelaide, a avó de Henrique III.

## Governo no Sacro Império Romano-Germânico
A principal razão para o sucesso dos primeiros salianos foi a sua aliança com a Igreja, uma política iniciada por Otão I, que deu-lhes o apoio material de que precisavam para subjugar os duques rebeldes. Com o tempo, porém, a Igreja chegou a lamentar esta estreita relação. As relações foram rompidas em 1075, durante o que veio a ser conhecido como a Questão das Investiduras (ou Disputa das investiduras), uma luta na qual o papa reformista, Gregório VII, exigiu que Henrique IV renunciasse seus direitos sobre a Igreja alemã. O papa também atacou o conceito de monarquia por direito divino e ganhou o apoio de elementos significativos da nobreza alemã interessados em limitar o absolutismo imperial. E ainda mais, o papa proibiu os funcionários da Igreja, sob pena de excomunhão, de apoiar Henrique como haviam feito no passado. Por fim, Henrique viajou para Canossa no norte da Itália em 1077 para fazer penitência e receber a absolvição do papa. Contudo, ele retomou à prática de fazer investiduras (nomeações de funcionários religiosos pelas autoridades civis) e organizou a eleição de um antipapa.
A luta do monarca com o papado resultou em uma guerra que devastou o Sacro Império Romano-Germânico de 1077 até a Concordata de Worms em 1122. Este acordo estabeleceu que o papa era para nomear altos funcionários da Igreja, mas deu ao rei germânico o direito de vetar a escolha do papa. O controle imperial da Itália foi perdido por um tempo, e a coroa imperial tornou-se dependente do apoio político de facções aristocráticas concorrentes. O feudalismo tornou-se também mais difundido uma vez que homens livres procuraram proteção ao jurarem fidelidade a um senhor feudal. Esses poderosos governantes locais, dessa forma adquiriram extensos territórios e grandes comitivas militares, assumiram a administração de seus territórios e organizaram-no em torno de um aumento do número de castelos. Os mais poderosos desses governantes locais passaram a ser chamados de príncipes, em vez de duques.
Segundo as leis do sistema feudal do Sacro Império Romano-Germânico, o rei não tinha direitos sobre os vassalos dos outros príncipes, apenas sobre aqueles que viviam no território de sua família. Sem o apoio dos anteriormente vassalos independentes e enfraquecidos pela crescente hostilidade da Igreja, a monarquia perdeu sua proeminência. Assim, a Questão das Investiduras fortaleceu o poder local no Sacro Império Romano-Germânico, em contraste com o que estava acontecendo na França e na Inglaterra, onde o crescimento de um poder real centralizado estava a caminho. A Questão das investiduras teve um efeito adicional. A longa luta entre o imperador e o papa prejudicou a vida intelectual do Sacro Império Romano-Germânico, neste período longamente confinada aos monastérios, e o império não conduziu, nem acompanhou, a evolução observada na França e na Itália. Por exemplo, nenhuma universidade foi fundada no Sacro Império Romano-Germânico até o século XIV.
O primeiro rei da dinastia de Hohenstaufen, Conrado III, era neto do imperador saliano Henrique IV. (A herdeira dos territórios da família saliana era Inês, filha de Henrique IV e irmã de Henrique V: seu primeiro casamento produziu a real e imperial dinastia Hohenstaufen e seu segundo casamento os ducais potentados Babenberg do Arquiducado da Áustria, que foi muito elevado devido a essas ligações Privilegium Minus.)

## Imperadores salianos
- Conrado II 1024-1039, imperador 1027
- Henrique III 1039-1056, imperador 1046
- Henrique IV 1056-1106 imperador 1084
- Henrique V 1106-1125, imperador 1111

Suas datas de reinado como imperadores são confundidas com a questão da eleição e subsequente coroação.